# Neuhof (Niesky)
Neuhof (obersorbisch Nowy Dwór) ist ein Dorf im Landkreis Görlitz in Sachsen. Der Ort gehört zum Kernbereich der Stadt Niesky und hat keinen Ortsteilstatus. Bis 1929 war Neuhof eine eigenständige Gemeinde.

## Lage
Neuhof liegt in der Oberlausitz, unmittelbar nordwestlich der Stadt Niesky, mit der das Dorf eine zusammenhängende Siedlungsfläche bildet. Die Grenze zwischen Neuhof und Niesky bildet die Bahnstrecke Węgliniec–Roßlau. Weitere Nachbarorte sind Sandschenke und Trebus im Norden, Spreehammer und Uhsmannsdorf im Nordosten, Horka im Osten, Niesky im Süden sowie Moholz und Zeche im Westen. Der größte Flächenanteil von Neuhof wird durch das Gewerbegebiet Niesky-Nord beansprucht. Unweit des Ortes liegt die Bundesstraße 115, vor dem Bau der Ortsumgehung verlief diese direkt durch Neuhof.

## Geschichte

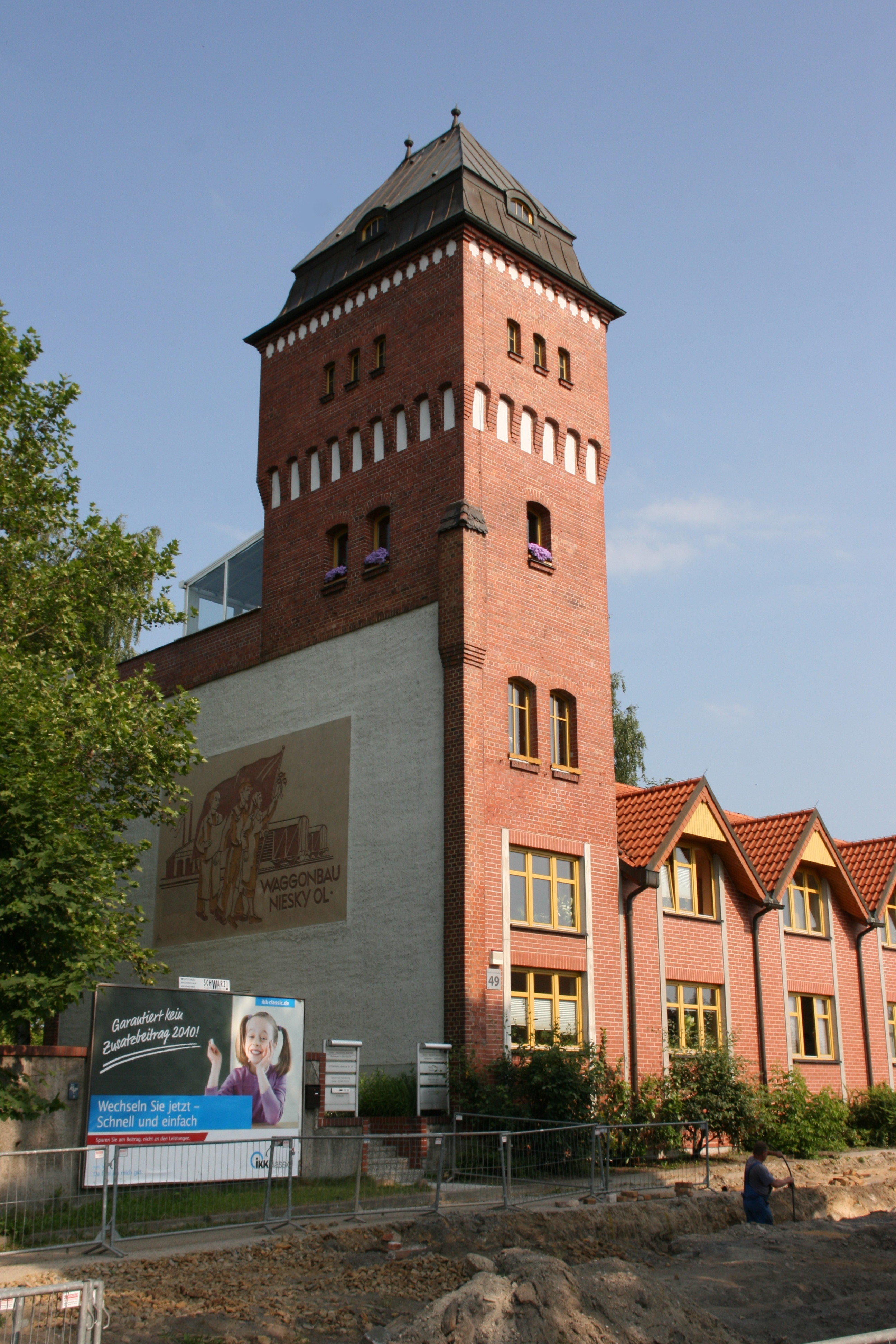
Denkmalgeschütztes Turmgebäude auf dem Werksgelände der Firma „Waggonbau Niesky“ am südlichen Ortsrand

Neuhof war ursprünglich ein Kolonie von Niesky und wurde im Jahr 1753 als Einzelgut angelegt. Die Siedlung hieß zunächst Neue Vorwerk und wurde 1777 in Neuhof umbenannt. Neuhof gehörte damals zum Görlitzer Kreis im Kurfürstentum Sachsen, hatte 13 Häuslerfamilien als Einwohner und war dem Rittergut Trebus unterstellt. 1806 wurde das Kurfürstentum Sachsen zum Königreich Sachsen erhoben.
Als Ergebnis der auf dem Wiener Kongress beschlossenen Teilung des Königreiches Sachsen kam Neuhof zum Königreich Preußen. Bei der Gebietsreform im folgenden Jahr wurde der Ort dem Landkreis Rothenburg (Ob. Laus.) im Regierungsbezirk Liegnitz zugeordnet, der zur Provinz Schlesien gehörte. Etwa 1845 hatte Neuhof 22 Häuser und 149 Einwohner. Kirchlich gehörte das Dorf zur Kirchengemeinde Hähnichen bzw. für die katholischen Einwohner zu Priebus. 1871 lebten 297 Einwohner in Neuhof. Im Jahr 1882 wurde in Neuhof die Doecker’sche Barackenfabrikation Christoph & Unmack gegründet, die später in Christoph & Unmack umbenannt wurde. In der Umgebung des Maschinen- und Waggonbauunternehmens entstand in der Folgezeit eine größere Fabrikanlage. 1892 wurde Neuhof aus der Kirchengemeinde Hähnichen nach Ödernitz umgepfarrt.
Bei der Volkszählung vom 1. Dezember 1910 hatte die Landgemeinde Neuhof 545 und der Gutsbezirk Neuhof 15 Einwohner. 1919 wurde die Provinz Schlesien gespalten und Neuhof kam an die Provinz Niederschlesien. Im Jahr 1929 wurde die Landgemeinde Neuhof, die zu diesem Zeitpunkt auf 642 Einwohner angewachsen war, zusammen mit Neu-Särichen und Ödernitz und den entsprechenden Gutsbezirken nach Niesky eingemeindet. Bis zum Bau der Ortsumgehung Niesky im Jahr 1938 lag Neuhof unmittelbar an der Reichsstraße 115. Ebenfalls 1938 wurden die Provinzen Nieder- und Oberschlesien wieder zur Provinz Schlesien vereinigt, die nach drei Jahren wieder aufgelöst wurde.
Nach dem Zweiten Weltkrieg gehörte Neuhof zur Sowjetischen Besatzungszone und kam dort am 16. Januar 1947 in den Landkreis Weißwasser-Görlitz, der ein Jahr später in Landkreis Niesky umbenannt wurde. Seit 1949 lag der Ort in der DDR, bei der Kreisreform am 25. Juli 1952 kam Neuhof an den Kreis Niesky im Bezirk Dresden. Nach der Wiedervereinigung gehörte Neuhof zum Landkreis Niesky in Sachsen, der bei der Kreisreform im Jahr 1994 im neu gegründeten Niederschlesischen Oberlausitzkreis aufging. Seit der erneuten Gebietsreform im August 2008 gehört Neuhof zum Landkreis Görlitz.